# Apostasioideae
Trata-se de uma das cinco subfamílias da Família Orchidaceae e foi proposta por Reichenbach f..
Dentre as cinco subfamílias de orquídeas esta é a mais primitiva e isolada, seja geneticamente, seja morfologicamente, tanto que já por algumas vezes foi separada de Orchidaceae e depois reincorporada. A consideração corrente de que as orquídeas desta subfamília seriam ancestrais vivos de todas as outras orquídeas, mais evoluídas, é infundada. O provável é que cada uma das subfamílias tenha evoluído diretamente de um ancestral comum.
O fato é que esta poderia constituir-se em uma família autônoma, entretanto, a tendência recente é que se evite aumentar o número de famílias vegetais reconhecidas, portanto a definição das orquídeas foi ligeiramente afrouxada de modo a mantê-las dentre elas.

## Etimologia
Seu nome vem do grego apostasia, divórcio, uma referência à grande distinção que claramente separa esta subfamília, ou o gênero Apostasia cujo nome deu origem ao da subfamília, de todas as outras orquídeas.

## Descrição
As principais características morfológicas que distinguem este grupo das outras subfamílias são a ausência de pétalas modificadas em labelo, grãos de pólen que não se concentram em polínias e a presença de mais de um estame com cavidade estigmática. Medem até um metro de altura, eretas, terrestres, e não apresentam rizoma.

## Distribuição
Não existem no Brasil. São plantas originárias do sudeste asiático e ilhas do próximas, Ceilão, Japão e norte da Austrália, encontradas em florestas tropicais sombrias e úmidas.

## Taxonomia de Apostasioideae
Por ser a menor dentre as cinco subfamílias que compõem Orchidaceae, com apenas duas dezenas de espécies que pouco variam entre si, Apostasioideae não está dividida em tribos ou subtribos mas diretamente em dois gêneros os quais podem ser separados, dentre outras características pelo número de estames que apresentam.
Gêneros
- Apostasia: a inflorescência ocorre em ramo ereto ou levemente curvo, com flores de até um centímetro de diâmetro, estas, normalmente amarelas ou brancas, não se abrem completamente. As flores têm dois estames.
- Neuwiedia: as flores crescem junto ao solo, e são em pequeno número. Pelo porte as Neuwiedia lembram muito os Curculigo, folhagens muito utilizadas para ornamentação de jardins no Brasil.  As flores têm três estames.